# Ian McShane
Ian David McShane, född 29 september 1942 i Blackburn, Lancashire, är en brittisk skådespelare, röstskådespelare och filmproducent. McShane är troligen främst känd för sina roller som antikhandlaren Lovejoy i TV-serien med samma namn och som Al Swearengen i HBO-serien Deadwood.

## Biografi

### Karriär
I Storbritannien är McShane mest känd för huvudrollen i dramaserien Lovejoy, som sändes på BBC. I USA vann han berömmelse efter en roll i såpoperan Dallas. Men innan Lovejoy dök McShane upp i olika TV-serier, som Wuthering Heights, Jesus från Nasareth och Disraeli. Även filmer som Sky West and Crooked och Battle of Britain kan nämnas. Han spelade karaktären Al Swearengen i tv-serien Deadwood, och vann år 2005 Golden Globe Award för den rollen, samt var nominerad till bland annat en Emmy. Deadwood fick bra kritik, speciellt för Milchs författarskap och McShanes skådespeleri, och den anses vara en av de största tv-programmen genom tiderna. De vann också åtta Emmy Awards. Ian McShane medverkade även i Real Time with Bill Maher som gäst.

### Uppväxt och familj
McShane föddes i Blackburn, men växte upp i Urmston strax utanför Manchester, och hans far var professionell fotbollsspelare i Manchester United. Ian McShane är gift med Gwen Humble sedan 1980, men har haft tidigare äktenskap med Suzan Farmer mellan åren 1964 och 1968, och Ruth V. Post mellan åren 1968 och 1977. Med Post har han två barn, Kate och Morgan, födda 1971 och 1975 respektive. Vid tiden för inspelningen av Den femte musketören (1979) inledde han ett förhållande med Sylvia Kristel.

## Filmografi

### Filmer
| År   | Titel                                           | Roll                  | Notering                                                                               |
| ---- | ----------------------------------------------- | --------------------- | -------------------------------------------------------------------------------------- |
| 1962 | The Wild and the Willing                        | Harry Brown           |                                                                                        |
| 1965 | The Pleasure Girls                              | Keith Dexter          |                                                                                        |
| 1966 | Sky West and Crooked                            | Robin                 | Släpptes som Gypsy Girl i USA                                                          |
| 1967 | Wuthering Heights                               | Heathcliff            |                                                                                        |
| 1969 | If It's Tuesday, This Must Be Belgium           | Charlie Cartwright    |                                                                                        |
| 1969 | Battle of Britain                               | Sgt. Pilot Andy       |                                                                                        |
| 1970 | Pussycat, Pussycat, I Love You                  | Fred C. Dobbs         |                                                                                        |
| 1970 | The Ballad of Tam-Lin                           | Tom Lynn              | Släpptes som The Devil's Widow i USA (1972)                                            |
| 1971 | Freelance                                       | Mitch                 | Släpptes som CON MAN i USA (1992)                                                      |
| 1971 | Villain                                         | Wolfe Lissner         |                                                                                        |
| 1972 | Left Hand of Gemini                             | Okänd                 |                                                                                        |
| 1972 | Sitting Target                                  | Birdy Williams        |                                                                                        |
| 1973 | The Last of Sheila                              | Anthony               |                                                                                        |
| 1975 | Ransom                                          | Ray Petrie            | Släpptes som The Terrorists i USA                                                      |
| 1975 | Journey into Fear                               | Banat                 |                                                                                        |
| 1977 | Code Name: Diamond Head                         | Sean Donovan          |                                                                                        |
| 1978 | The Pirate                                      | Rashid                | TV-film                                                                                |
| 1979 | The Great Riviera Bank Robbery                  | Hjärnan               | Alternativ titel i USA – Sewers of Gold                                                |
| 1979 | The Fifth Musketeer                             | Fouquet               |                                                                                        |
| 1979 | Yesterday's Hero                                | Rod Turner            |                                                                                        |
| 1981 | Cheaper to Keep Her                             | Dr. Alfred Sunshine   |                                                                                        |
| 1983 | Grace Kelly                                     | Rainier III av Monaco | TV-film                                                                                |
| 1983 | Exposed                                         | Greg Miller           |                                                                                        |
| 1984 | Dödligt alibi                                   | Philip Durant         |                                                                                        |
| 1985 | Too Scared to Scream                            | Vincent Hardwick      |                                                                                        |
| 1985 | Torchlight                                      | Sidney                |                                                                                        |
| 1987 | Grand Larceny                                   | Flanagan              |                                                                                        |
| 1990 | Perry Mason                                     | Andre Marchand        | TV-film                                                                                |
| 1999 | Babylon 5: The River of Souls                   | Robert Bryson, Ph.D.  |                                                                                        |
| 2000 | Sexy Beast                                      | Teddy Bass            |                                                                                        |
| 2002 | Bollywood Queen                                 | Frank                 |                                                                                        |
| 2003 | Agent Cody Banks                                | Dr. Brinkman          |                                                                                        |
| 2003 | Nemesis Game                                    | Jeff Novak            |                                                                                        |
| 2005 | Nine Lives                                      | Larry                 | Nominerad—Gotham Award för bästa ensemble                                              |
| 2006 | Scoop                                           | Joe Strombel          |                                                                                        |
| 2006 | We Are Marshall                                 | Paul Griffen          |                                                                                        |
| 2007 | Shrek den tredje                                | Kapten Krok           |                                                                                        |
| 2007 | Hot Rod                                         | Frank Powell          |                                                                                        |
| 2007 | The Dark Is Rising – En ring av järn            | Merriman Lyon         |                                                                                        |
| 2007 | Guldkompassen                                   | Ragnar Sturlusson     |                                                                                        |
| 2008 | Kung Fu Panda                                   | Tai Lung              | Nominerad—Annie Award för bästa röstskådespelare i en animerad långfilm                |
| 2008 | Death Race                                      | Coach                 |                                                                                        |
| 2009 | Coraline                                        | Mr. Bobinsky          |                                                                                        |
| 2009 | Case 39                                         | Detektiv Mike Barron  |                                                                                        |
| 2009 | 44 Inch Chest                                   | Meredith              | Också exekutiv producent San Diego Film Critics Society Award för bästa rollbesättning |
| 2010 | Kung Fu Panda Holiday Special                   | Tai Lung              | TV-film                                                                                |
| 2010 | Trollkarlens lärling                            | Berättare             | Onämnd                                                                                 |
| 2011 | Pirates of the Caribbean: I främmande farvatten | Svartskägg            | Nominerad—Teen Choice Award för bästa antagonist                                       |
| 2012 | Snow White and the Huntsman                     | Beith                 |                                                                                        |
| 2013 | Jack the Giant Slayer                           | King Brahmwell        |                                                                                        |
| 2014 | Cuban Fury                                      | Ron Parfait           |                                                                                        |
| 2014 | Hercules: The Thracian Wars                     | Amfiaraos             |                                                                                        |
| 2014 | John Wick                                       | Winston               |                                                                                        |
| 2015 | Bolden!                                         | Judge Perry           |                                                                                        |
| 2016 | The Grimsby Brothers                            | MI6 Spy Boss          |                                                                                        |
| 2016 | The Hollow Point                                | Leland                |                                                                                        |
| 2017 | John Wick: Chapter 2                            | Winston               |                                                                                        |
| 2017 | Jawbone                                         | Joe Padgett           |                                                                                        |
| 2018 | Here Comes the Grump                            | The Grump             | Röst                                                                                   |
| 2019 | Hellboy                                         | Trevor Bruttenholm    |                                                                                        |
| 2019 | John Wick: Chapter 3 – Parabellum               | Winston Scott         |                                                                                        |
| 2023 | John Wick: Chapter 4                            | Winston Scott         |                                                                                        |
| 2025 | From the World of John Wick: Ballerina          | Winston Scott         |                                                                                        |

### TV-serier
| År        | Titel                         | Roll                | Notering |
| --------- | ----------------------------- | ------------------- | --- |
| 1966      | You Can't Win                 | Joe Lunn            | 7 episoder |
| 1967      | Wuthering Heights             | Heathcliff          | 4 episoder |
| 1975      | Månbas Alpha                  | Anton Zoref         | Episod: "Force of Life" |
| 1977      | Rötter                        | Sir Eric Russell    | Episod: "Part Nine" |
| 1977      | Jesus från Nasareth           | Judas Iskariot      | 2 episoder |
| 1978      | Will Shakespeare              | Christopher Marlowe | Episod: "Dead Shepherd" |
| 1978      | Disraeli                      | Benjamin Disraeli   | 4 episoder |
| 1980      | Armchair Thriller             | Curtis              | 4 episoder |
| 1981      | Magnum, P.I.                  | David Norman        | Episod: "Skin Deep" |
| 1982      | Magnum, P.I.                  | Edwin Clutterbuck   | Episod: "Black on White" |
| 1982      | Marco Polo                    | Ali Ben Yussouf     | 2 episoder |
| 1983      | Bare Essence                  | Niko Theophilus     | 11 episoder |
| 1985      | Evergreen                     | Paul Lerner         | 3 episoder |
| 1985      | A.D.                          | Sejanus             | 5 episoder |
| 1986      | American Playhouse            | Willy Wax           | Episod: "Rocket to the Moon" |
| 1986–1994 | Lovejoy                       | Lovejoy             | 73 episoder |
| 1987      | Miami Vice                    | Esteban Montoya     | Episod: "Knock, Knock... Who's There?" |
| 1988      | Krig och hågkomst             | Philip Rule         | 8 episoder |
| 1989      | Dallas                        | Don Lockwood        | 13 episoder |
| 1989      | Minder                        | Jack Last           | Episod: "The Last Video Show" |
| 1989      | Miami Vice                    | Gen. Manuel Bordon  | Episod: "Freefall" |
| 1996      | Madson                        | John Madson         | 6 episoder |
| 1997      | The Naked Truth               | Leland Banks        | 2 episoder |
| 2002      | Vita huset                    | Nikolai Ivanovich   | Episod: "Enemies Foreign and Domestic" |
| 2002      | In Deep                       | Jamie Lamb          | 2 episoder |
| 2003      | Trust                         | Alan Cooper-Fozzard | 6 episoder |
| 2004–2006 | Deadwood                      | Al Swearengen       | 36 episoder Golden Globe Award för bästa huvudroll – TV (drama) Television Critics Association Award för bästa framträdande i drama Nominerad—Primetime Emmy Award för bästa huvudroll - Drama Nominerad—Satellite Award för bästa skådespelare – TV (drama) Nominerad—Screen Actors Guild Award för bästa manliga skådespelare - Drama Nominerad—Screen Actors Guild Award för bästa ensemble - Drama Nominerad—Television Critics Association Award för bästa framträdande i drama |
| 2008      | SvampBob Fyrkant              | Gordon              | Episod: "Dear Vikings" |
| 2009      | Kings                         | King Silas Benjamin | 12 episoder |
| 2010      | Svärdet och spiran            | Waleran Bigod       | 8 episoder Nominerad—Golden Globe Award för bästa huvudroll – Miniserie eller TV-film Nominerad—Monte-Golden Nymph Award för bästa skådespelare i miniserie Nominerad—Satellite Award för bästa skådespelare – Miniserie eller TV-film |
| 2012      | American Horror Story: Asylum | Leigh Emerson       | 2 episoder |
| 2015      | Ray Donovan                   | Andrew Finney       | 9 episoder |
| 2016      | Doctor Thorne                 | Sir Roger Scatcherd | 3 episoder |
| 2016      | Game of Thrones               | Septon Meribald     | Episod: "The Broken Man" |
| 2017-2021 | American Gods                 | Mr. Wednesday       | |

## Teater

### Roller
| År   | Roll  | Produktion                  | Regi         | Teater                                |
| ---- | ----- | --------------------------- | ------------ | ------------------------------------- |
| 1967 | Marat | The Promise Aleksej Arbuzov | Frank Hauser | Henry Miller's Theatre, New York, USA |